# Eudistoma sabulosum
Eudistoma sabulosum är en sjöpungsart som beskrevs av Kott 1990. Eudistoma sabulosum ingår i släktet Eudistoma och familjen Polycitoridae. Inga underarter finns listade i Catalogue of Life.